# IC 3455
IC 3455 је спирална галаксија у сазвјежђу Береникина коса која се налази на листи објеката дубоког неба у Индекс каталогу.
Деклинација објекта је + 25° 47' 7" а ректасцензија 12h 31m 44,6s. Привидна величина (магнитуда) објекта IC 3455 износи 16,2 а фотографска магнитуда 17,0.